# Rampart (Alaska)
Pour les articles homonymes, voir Rampart (homonymie).
Rampart est une localité d'Alaska aux États-Unis, appartenant à la Région de recensement de Yukon-Koyukuk. Sa population était de 24 habitants en 2010.

## Situation
Elle est située sur la rive sud du fleuve Yukon à environ 75 milles (121 km) en amont de son confluent avec la rivière Tanana, et à 100 milles (161 km) au nord-ouest de Fairbanks.

## Histoire
Le nom Rampart fait référence à une chaîne de montagnes traversée par le Yukon. La localité a été établie en 1897 comme embarcadère pour l'approvisionnement des chercheurs d'or des ruisseaux et vallées voisines. La population a alors atteint les 10 000 habitants dès l'année suivante. La ville possédait son journal, sa bibliothèque, son hôpital, son service incendie et de nombreux magasins.
Toutefois, à la suite de plusieurs grèves locales, la population baisse largement à partir de 1903, la ville n'étant plus habitée que par quelques indigènes. Petit-à-petit, d'autres habitants sont arrivés, à partir de 1917, une exploitation agricole expérimentale fut ouverte par l'université d'Alaska le long de la rivière, afin de tester localement la culture des légumes, des fleurs et des fruits. Mais cette expérience cesse en 1925.
Une piste d'aérodrome a été construite en 1939 par la commission des routes d'Alaska, une conserverie de saumon a ouvert en 1940 et une scierie en 1950. Les habitants continuant à travailler aux mines d'or voisines. L'école a fermé en 1999 par manque d'élèves, donc, des familles ont dû quitter le village.
Dans les années cinquante, un projet de barrage hydroélectrique avait été envisagé sur le fleuve Yukon, près de Rampart. Si ce projet avait été réalisé, le lac de barrage aurait été le plus vaste du monde. Toutefois il n'a jamais abouti, et en 1980, le Président Carter a créé le Refuge faunique national des Yukon Flats, protégeant officiellement cette zone.

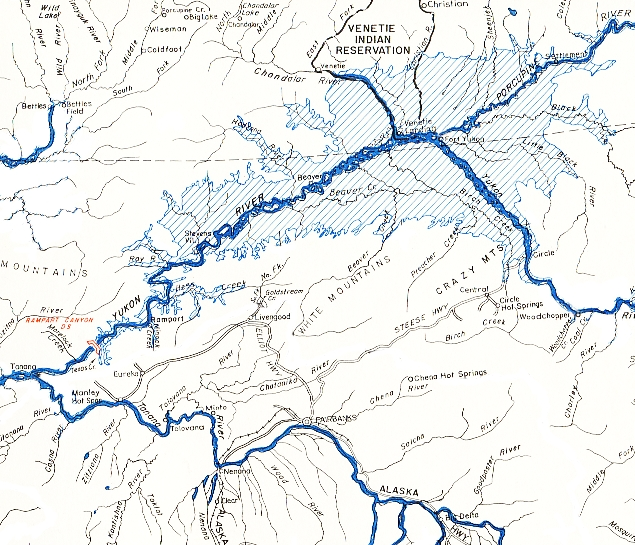
Projet du barrage de Rampart Dam

## Démographie
| 1880 | 1900 | 1910 | 1920 | 1930 | 1940 | 1950 | 1960 |
| ---- | ---- | ---- | ---- | ---- | ---- | ---- | ---- |
| 110  | 211  | 119  | 121  | 103  | 106  | 94   | 49   |

| 1970 | 1980 | 1990 | 2000 | 2010 | - | - | - |
| ---- | ---- | ---- | ---- | ---- | - | - | - |
| 36   | 50   | 68   | 45   | 24   | - | - | - |